# Корабль Арго (созвездие)
Кора́бль А́рго (лат. Argo Navis) — большое историческое созвездие южного полушария, одно из 48 созвездий в атласе Птолемея. Названо в честь легендарного корабля аргонавтов. Ныне упразднено.
В середине XVIII века французский астроном Лакайль разделил созвездие на три части: Киль, Корма и Паруса. Буквенные обозначения Байера звёзд остались прежними: α, β, ε и η Корабля Арго стали α, β, ε и η Киля, γ и δ Корабля Арго — γ и δ Парусов, ζ Корабля Арго — ζ Кормы, и т. д.
Созвездие Компас, введённое также Лакайлем, находится на месте, где изображалась мачта Корабля, но обычно не считается частью Корабля Арго.